# NGC 229
NGC 229 é uma galáxia espiral (S?) localizada na direcção da constelação de Andromeda. Possui uma declinação de +23° 30' 34" e uma ascensão recta de 0 horas, 43 minutos e 04,7 segundos.
A galáxia NGC 229 foi descoberta em 10 de Outubro de 1879 por Édouard Jean-Marie Stephan.